# Октамасад (цар скіфів)
Октамасад (грец. Ὀκταμασάδης) (~ 446 — ?) — скіфський династ, син Аріапейта та неназваної доньки одриського династа Терея.
Прийшов до влади внаслідок усунення та страти брата Скіла незадовго до подорожі Геродота Пн. Причорномор'ям у 445/444 рр. до н. е. Родич (небіж) Сіталка — династа Одриського царства (Геродот. Історія. IV, 79-80).
Можливо, що відомий з Історії Геродота (Геродот. Історія. IV, 78.) брат Октамасада Орік тотожній відомому з нумізматичних джерел Ольвії Аріху, й виконував функції представника першого в Ольвіополісі, принаймні певний час.
Імовірно, що саме за підтримки Октамасада та Сіталка до влади на Боспорі в 438 р. до н. е. прийшов Спарток, після чого «зростаюча тенденція до посилення скіфського протекторату в Ольвії раптово обривається … влада знову переходить цілком у руки грецьких тиранів», та, судячи з подальшого розвитку подій, відносини з Боспором стали для скіфів пріоритетними.
Існує припущення, що похованням Октамасада є одне з поховань кургану Солоха, датоване 390/380 рр.до.н. е. (підставою для припущення є власне датування поховання та досить багатий його інвентар, трактування відомої батальної сцени гребіня як боротьби Октамасада зі Скілом, порівняння обладунків з поховання з обладунками вершника, зображенного на гребіні).
Етимологія імені:

грец. Ὀκταμασάδης < авест. *Uxta-(ta)ma- šyāta- — укр. «звеличений та щасливий».
Висловлено думку, що це ім'я має меотське (не скіфське) походження.

## Октамасад у повідомлені Геродота (Історія, IV, 80).[10]
| І коли після того Скіл повернувся до свого житла, скіфи призначили своїм проводирем його брата, Октамасада, народженого від дочки Тіра, і підняли повстання проти Скіла. А він, довідавшись про те, що сталося, і про причину цієї події, втік до Фракії. Про це почув Октамасад і вирушив у похід із військом проти Фракії. Проте, коли він прибув на берег Істру, він зустрів там фракійське військо готове до бою, але Сіталк послав посланців до Октамасада сказати йому: «чи є потреба битися нам одному з одним? Ти син моєї сестри і в тебе перебуває мій брат. Видай його мені, а я видам тобі твого брата, Скіла. Так і ти не наражатимешся на небезпеку із своїм військом і я не наражатимусь на небезпеку». Це сказав йому Сіталк через свого вісника. Бо і справді один із братів Сіталка знайшов притулок в Октамасада. Октамасад прийняв цю пропозицію і видав Сіталкові свого дядька з боку матері, а сам узяв собі свого брата Скіла. Так і Сіталк узяв свого брата і пішов, а Октамасад там-таки відрубав голову Скілові. Отак обороняють свої звичаї скіфи і таку кару накладають на тих, хто хоче запозичити іноземні звичаї.[11] |

## Інші відомі на сьогодення згадки цього імені та історичні персони з даним ім'ям
- Окремо у формі Октамасіад (грец. Ὀκταμασιάδης) це ім'я відоме з графіті, знайденому у Гермонассі.[12]

- Октамасад - син Гекатея, правителя синдів, та Тіргатао, представниці правлячої династії яксаматів, відомий по вотивній епіграмі з Лабрісу, у якій відображено останній етап тривалого процесу інкорпорування Синдського царства до Боспору. Протягом декількох років архонти Боспору Сатір, а згодом його син та наступник Левкон вели боротьбу з Тіргатао,[13] а згодом і з Октамасадом, яка, врешті решт, закінчилася перемогою Боспору,[12] що й було відображено у титулатурі боспорських правителів (грец. "...Λεύκωνος ἄρχοντος Βοσπόρο καὶ Θεοδοσίης καὶ βασιλεύοντος Σίνδων, Τορετέων, Δανδαρίων, Ψησσῶν.").[14]

#### Переклад на українську епіграми з Лабрісу.[15]
| Обітницю справивши, Левкон, син Сатіра, спорудив [ось цю стелу] Фебу Аполону, тому, що у Л[абрисі], — володарю цього міста лабритян, — Б[оспору архонт] та Феодосії, битвой та силою ви[гнавши] Октамасада із землі синдів, сина Гек[атея], царя синдів, який лишаючи батька [його власної] влади, в це місто вві[рвався].[16] |